# Miss Guinea Ecuatorial 2019
El Concurso Nacional de Belleza de Guinea Ecuatorial o el Miss Guinea Ecuatorial 2019 fue la séptima edición (7°) celebrado el 7 de septiembre de 2019 en el Auditorio Nacional, Hotel 3 de Agosto en la capital ecuatoguineana Malabo. Hubo 30 delegadas en el concurso. La ganadora escogida representará a Guinea Ecuatorial en el Miss Universo 2019 y el Miss Grand Internacional 2019. La Miss Mundo Guinea Ecuatorial irá al Miss Mundo 2019.  La Miss Internacional Guinea Ecuatorial irá al Miss Internacional 2019

## Resultados
| Resultados                           | Candidatas |
| ------------------------------------ | --- |
| Miss Guinea Ecuatorial 2019          | - Niefang - Ada Serafina Nchama |
| Miss Mundo Guinea Ecuatorial         | - Malabo - Janet Ortiz |
| Miss Internacional Guinea Ecuatorial | - Baney - Arsenia Chanque |
| Primera Finalista                    | - Annobón - Severina Shaw |
| Segunda Finalista                    | - Mbini - Anita Mikue |
| Top 10                               | - Bata - Lisa Abuy - Añisoc - Enriqueta Nzang - Luba - Andrea Patabobe - Micomeseng - Rusmila Asumu - Río Campo - María Luz Montes |

### Premios especiales
Las siguientes premiaciones fueron otorgadas en la noche final
| Premio Especial      | Candidata                     |
| -------------------- | ----------------------------- |
| Mejor Traje Típico   | Niefang - Ada Serafina Nchama |
| Miss Fotogénica      | Malabo - Janet Ortiz          |
| Miss Amistad         | Malabo - Janet Ortiz          |
| Miss Proyecto Social | Bata - Lisa Abuy              |
| Miss Elegancia       | Ebibeyin - Ornelia Esono      |
| Miss Internet        | Rebola - María Salomé Sipepe  |

## Candidatas
| Nº | Representación | Candidata                     | Año | Altura          |
| -- | -------------- | ----------------------------- | --- | --------------- |
| 1  | Rebola         | María Salomé Sipepe Bocanca   | 21  | 1,67 m (5′ 6″)  |
| 2  | Annobón        | Severina Shaw Morgadés        | 20  | 1,67 m (5′ 6″)  |
| 3  | Acurenam       | Keyla María Obono Ndong       | 19  | 1,67 m (5′ 6″)  |
| 4  | Añisoc         | Enriqueta Nzang Oburu         | 21  | 1,69 m (5′ 7″)  |
| 5  | Cogo           | Marcelina Avomo Ndong         | 19  | 1,70 m (5′ 7″)  |
| 6  | Moca           | Betsabeth Ebiole Mandombo     | 20  | 1,70 m (5′ 7″)  |
| 7  | Nsang          | Iden Lohaba Ekong             | 18  | 1,70 m (5′ 7″)  |
| 8  | Oyala          | Eloisa Oyana Odjama           | 22  | 1,70 m (5′ 7″)  |
| 9  | Corisco        | Rosio Boheli Ngaha            | 18  | 1,70 m (5′ 7″)  |
| 10 | Bata           | Lisa Abuy Mañana              | 21  | 1,70 m (5′ 7″)  |
| 11 | Luba           | Andrea Justa Patabobe         | 21  | 1,70 m (5′ 7″)  |
| 12 | Mongomo        | Aurelia Andeme Ondo           | 22  | 1,70 m (5′ 7″)  |
| 13 | Ncue           | María del Pilar Akeng Coung   | 18  | 1,70 m (5′ 7″)  |
| 14 | Niefang        | Ada Serafina Nchama Eyene     | 20  | 1,71 m (5′ 7″)  |
| 15 | Río Campo      | María Luz Monte Nguba         | 19  | 1,72 m (5′ 8″)  |
| 16 | Nsork          | Margarita Mokuy Mba           | 23  | 1,72 m (5′ 8″)  |
| 17 | Nsok-Nsomo     | Emilia Minuy Ndong            | 22  | 1,73 m (5′ 8″)  |
| 18 | Ebibeyin       | Ornelia Aurora Esono Angono   | 22  | 1,74 m (5′ 9″)  |
| 19 | Malabo         | Djanet Lucia Ortiz Oyono      | 20  | 1,75 m (5′ 9″)  |
| 20 | Mbini          | Anita Mikue Nfumu             | 18  | 1,76 m (5′ 9″)  |
| 21 | Micomeseng     | Rusmila Yolanda Asumu Eyang   | 18  | 1,80 m (5′ 11″) |
| 22 | Evinayong      | Estrella Benigna Oyana Bibang | 18  | 1,77 m (5′ 10″) |
| 23 | Baney          | Arcenia Chanque Bosepe        | 19  | 1,77 m (5′ 10″) |
| 24 | Aconibe        | Loida Obono Nguema            | 20  | 1,69 m (5′ 7″)  |